# Dichotomius apicalis
Dichotomius apicalis är en skalbaggsart som beskrevs av Luederwaldt 1931. Dichotomius apicalis ingår i släktet Dichotomius och familjen bladhorningar. Inga underarter finns listade i Catalogue of Life.